# Karl Friederich
Karl Friederich (* 8. April 1885 in Straßburg; † 17. September 1944 in Ulm) war ein deutscher Ingenieur und von 1925 bis 1944 Münsterbaumeister in Ulm.
1929 wurde er an der Technischen Hochschule Karlsruhe promoviert. Seine Dissertation Die Steinbearbeitung in ihrer Entwicklung vom 11. bis zum 18. Jahrhundert gilt bis heute als Standardwerk zur Geschichte der Steinbearbeitung. Darin stellte er die These auf, dass Steinmetzzeichen an Stapeln von Quadern angebracht wurden, um zu kennzeichnen, welche Arbeit bereits bezahlt wurde.

## Veröffentlichungen (Auswahl)
- Die Steinbearbeitung in ihrer Entwicklung vom 11. bis zum 18. Jahrhundert. Filser, Augsburg 1932.
- Der Hauptturm der Kilianskirche zu Heilbronn (= Veröffentlichungen des Historischen Vereins zu Heilbronn. Bd. 17). Adelmann, Heilbronn 1934.
- Das Ulmer Münster. Text von Münsterbaumeister Karl Friedrich und 32 Bilder. Der Eiserne Hammer, Königstein im Taunus 1935.
- Das Münster zu Ulm (= Führer zu großen Baudenkmälern. Bd. 32). Deutscher Kunstverlag, Berlin 1944.
- Die Kilianskirche in Heilbronn a. N. (= Führer zu großen Baudenkmälern. Bd. 49). Deutscher Kunstverlag, Berlin 1944.